# تشة غوش
تشة غوش هي قرية في مقاطعة سراب، إيران. عدد سكان هذه القرية هو 1,543 في سنة 2006.